# Kaunerberg
Kaunerberg ist eine Gemeinde mit 453 Einwohnern (Stand 1. Jänner 2024) im Bezirk Landeck im Bundesland Tirol (Österreich). Die Gemeinde ist Teil des Gerichtsbezirks Landeck.

## Geografie

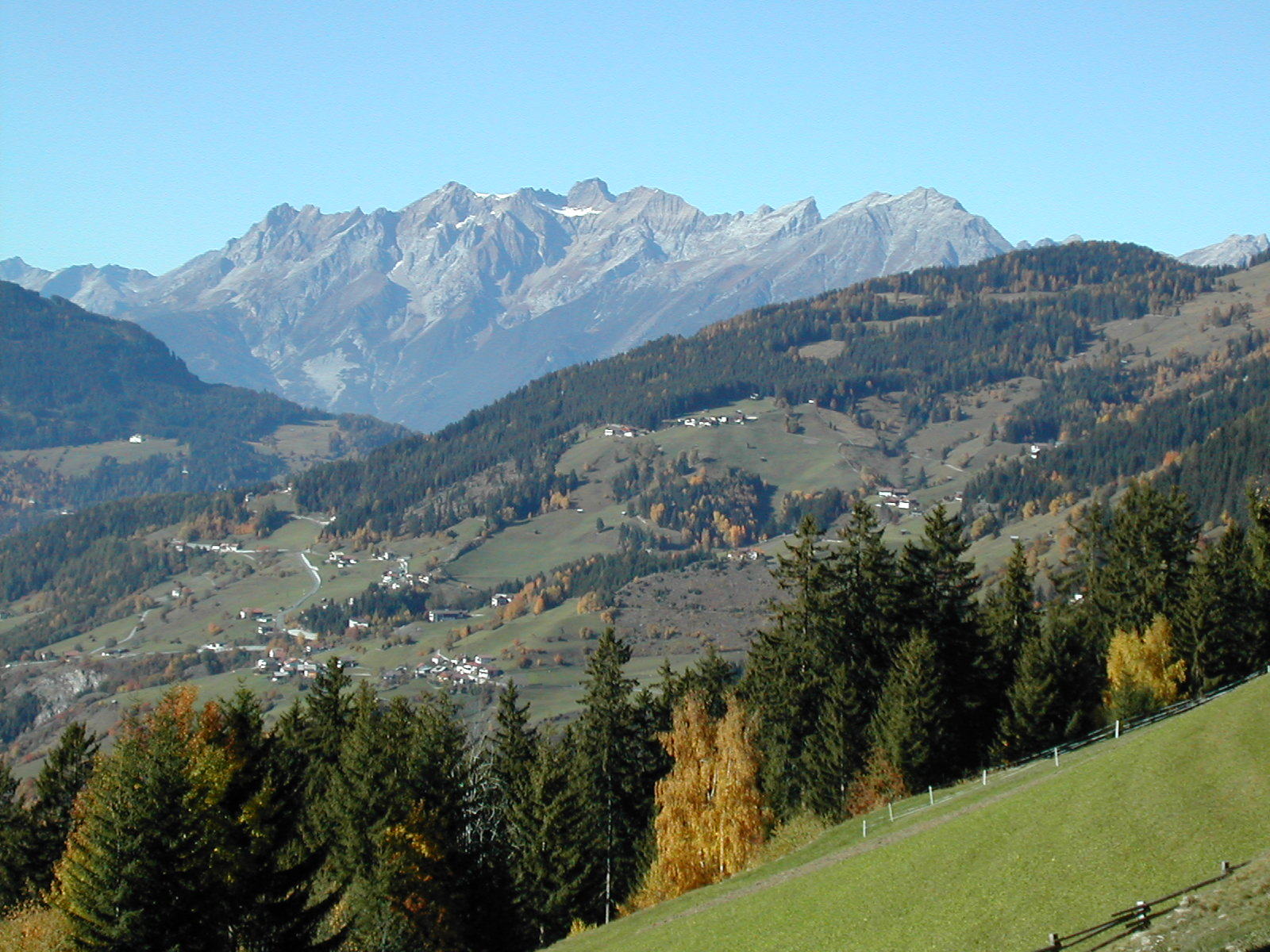
Weiler am Kaunerberg

Der Ort Kaunerberg liegt über dem Eingang zum Kaunertal auf zahlreichen verstreuten Weilern und Höfen zwischen 1300 m und 1600 m Höhe. Von hier führt eine Straße über die Pillerhöhe weiter in das Pitztal. Das Gemeindegebiet steigt auf der Sonnseite des Tales zuerst bewaldet, dann über Almen und schließlich gebirgig bis auf 2900 Meter an.
Das Gebiet ist eine traditionell kleinräumig bewirtschaftete Kulturlandschaft. Typisch sind Waale, ausgedehnte Bewässerungsanlagen für Obstbaumkulturen. Die Südhänge des Kaunerbergs gehören zu den Gebieten mit den niedrigsten Niederschlagsmengen in Tirol. Nichtbewirtschaftete, etwas felsige Hänge beherbergen Trockenrasen, wie im nahegelegenen Fließ.

### Gliederung
Kaunerberg besteht aus den Ortsteilen
- Bichlwies
- Brauneben
- Ebene
- Faldösens
- Falpaus
- Goldegg
- Grüning
- Grünstein
- Lahng
- Mairhof
- Martinsbach
- Nöckels
- Oberfalpetan
- Obergaiswies
- Obwals
- Öbele
- Posch
- Poschackerl
- Prantach
- Schnadingen
- Tilge
- Unterfalpetan
- Untergaiswies
- Wiese

### Nachbargemeinden
|        | Fließ                                       | Jerzens (IM)                   |
| Faggen | Kompassrose, die auf Nachbargemeinden zeigt | Sankt Leonhard im Pitztal (IM) |
| Kauns  | Kaunertal                                   |                                |

## Geschichte

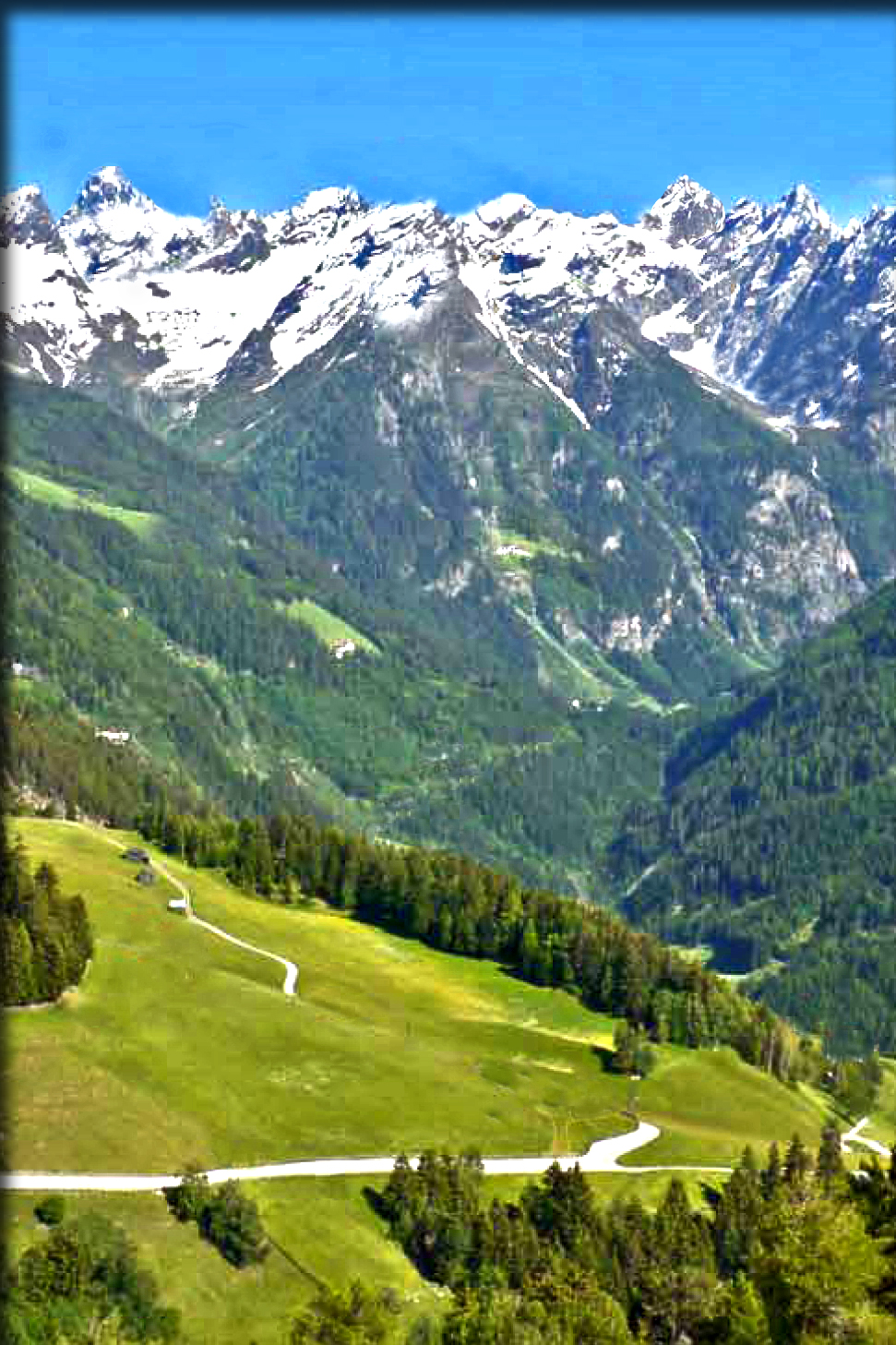
Kaunertal (Postkarte um 1950)
Blick vom Kaunerberg gegen den Kaunergrat

Die Sonnseite des Tales wurde im Mittelalter mit einzeln stehenden Höfen besiedelt. Ein Mairhof wird erstmals 1288 urkundlich erwähnt. Durch Erbteilung entstanden die kleinen Weiler. Für das Gebiet war in mittelalterlichen Urkunden einfach die Bezeichnung Berg verwendet worden. Kaunerberg erscheint erstmals 1613, der Ort gehörte zum Gericht Laudeck.
Von der Pest der Jahre 1635 bis 1636 wurde Kaunerberg so stark betroffen, dass Höfe neu besiedelt werden mussten. Dies geschah vor allem durch Bewohner vom Pitztal. Kirchengeschichtlich ist Kaunerberg seit jeher mit Kauns verbunden, eine eigene Steuergemeinde wurde Kaunerberg im Jahr 1749.
Durch die geografische Lage gibt es sehr wenig Wasser in der Gemeinde, sodass die landwirtschaftlichen Erträge gering waren. Durch den Bau einer Bewässerungsanlage in der Mitte des 20. Jahrhunderts wurde Kaunerberg ein wichtiger Obstlieferant in Nordtirol.
Kaunerberg war ursprünglich Teil des Gerichtsbezirks Ried in Tirol und wurde nach dessen Auflösung 1978 Teil des Gerichtsbezirks Landeck.

### Bevölkerungsentwicklung

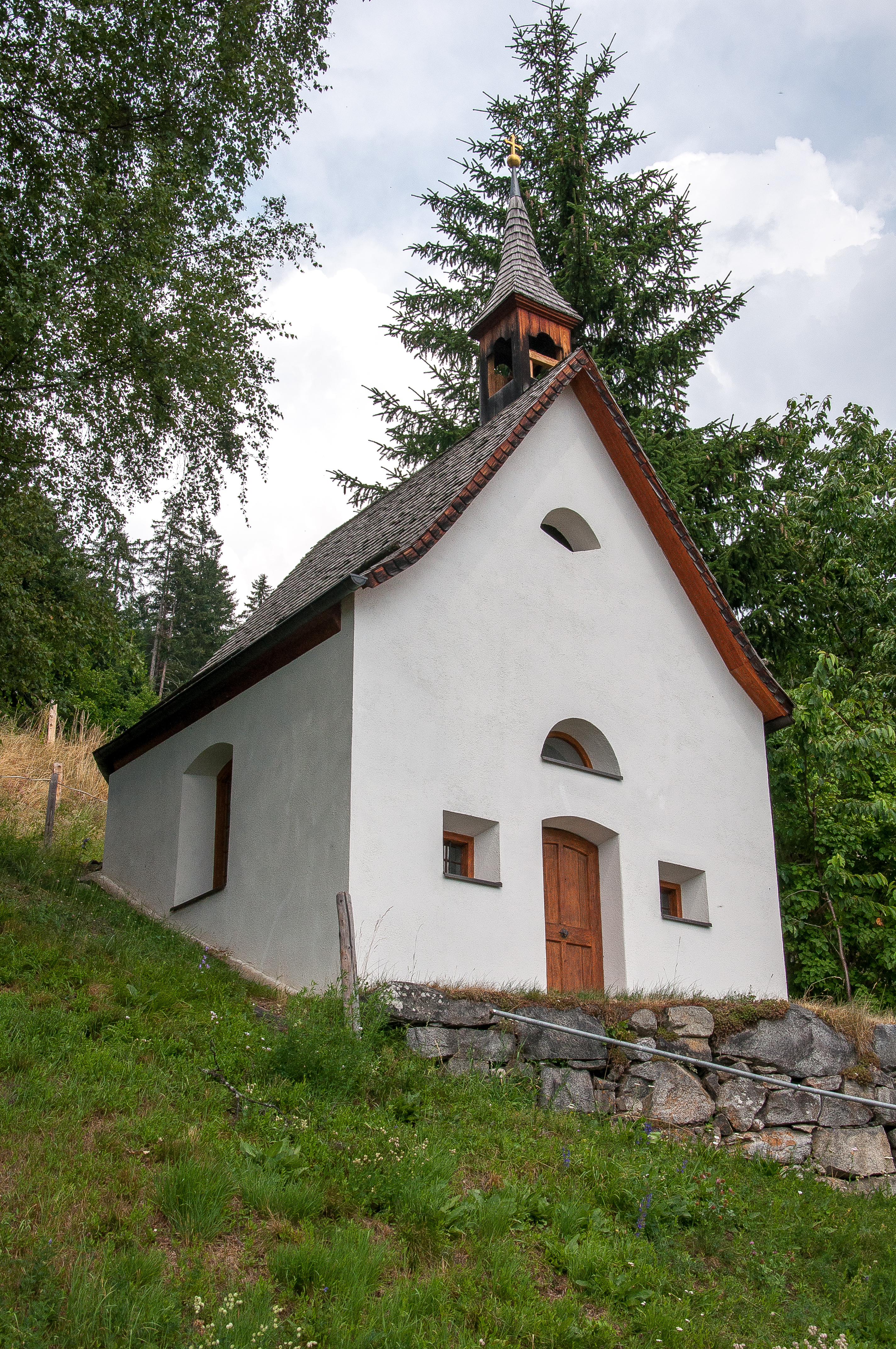
Martinskapelle Obwals

| Kaunerberg: Einwohnerzahlen von 1869 bis 2024       | Kaunerberg: Einwohnerzahlen von 1869 bis 2024 | Kaunerberg: Einwohnerzahlen von 1869 bis 2024 | Kaunerberg: Einwohnerzahlen von 1869 bis 2024 | Kaunerberg: Einwohnerzahlen von 1869 bis 2024 |
| --------------------------------------------------- | --------------------------------------------- | --------------------------------------------- | --------------------------------------------- | --------------------------------------------- |
| Jahr                                                |                                               |                                               |                                               | Einwohner                                     |
| 1869                                                | 1869                                          |                                               | 526                                           | 526                                           |
| 1880                                                | 1880                                          |                                               | 522                                           | 522                                           |
| 1890                                                | 1890                                          |                                               | 430                                           | 430                                           |
| 1900                                                | 1900                                          |                                               | 401                                           | 401                                           |
| 1910                                                | 1910                                          |                                               | 378                                           | 378                                           |
| 1923                                                | 1923                                          |                                               | 371                                           | 371                                           |
| 1934                                                | 1934                                          |                                               | 347                                           | 347                                           |
| 1939                                                | 1939                                          |                                               | 337                                           | 337                                           |
| 1951                                                | 1951                                          |                                               | 366                                           | 366                                           |
| 1961                                                | 1961                                          |                                               | 371                                           | 371                                           |
| 1971                                                | 1971                                          |                                               | 327                                           | 327                                           |
| 1981                                                | 1981                                          |                                               | 325                                           | 325                                           |
| 1991                                                | 1991                                          |                                               | 347                                           | 347                                           |
| 2001                                                | 2001                                          |                                               | 344                                           | 344                                           |
| 2011                                                | 2011                                          |                                               | 393                                           | 393                                           |
| 2021                                                | 2021                                          |                                               | 452                                           | 452                                           |
| 2024                                                | 2024                                          |                                               | 453                                           | 453                                           |
| Quelle(n): Statistik Austria, Gebietsstand 1.1.2021 |                                               |                                               |                                               |                                               |

## Kultur und Sehenswürdigkeiten
- Kapelle hl. Martin Obwals
- Kapelle Maierhof
- Prantacherkapelle hll. Peter und Paul
- Kapelle Untergaiswies

## Wirtschaft und Infrastruktur
Mit nur 600 Millimeter Niederschlag im Jahr zählt Kaunerberg zu den trockensten Gebieten Österreichs. Mit zwei insgesamt dreizehn Kilometer langen Stollen wird Wasser des Gallruttgletschers nach Kaunerberg geleitet und für die Beregnung der Felder verwendet. So werden heute noch 49 Bauernhöfe, davon 13 im Haupterwerb, betrieben.
Da es in der Gemeinde insgesamt nur dreißig Arbeitsplätze gibt, pendeln 85 Prozent der in Kaunerberg wohnenden Erwerbstätigen zur Arbeit aus.

## Politik

### Gemeinderat
In den Gemeinderat werden elf Mandatare gewählt:
| Partei                   | 2022 | 2022    | 2016  | 2016    | 2010 | 2010    |
| Partei                   | %    | Mandate | %     | Mandate | %    | Mandate |
| ------------------------ | ---- | ------- | ----- | ------- | ---- | ------- |
| Gemeinsam für Kaunerberg | 100  | 11      | 84,59 | 10      | 100  | 11      |
| Zukunftsliste Kaunerberg |      |         | 15,41 | 1       |      |         |

### Bürgermeister
Bürgermeister von Kaunerberg ist Peter Moritz.

### Wappen
Im Jahr 1988 wurde der Gemeinde folgendes Wappen verliehen: In Schwarz eine goldene Sonne, von einem blauen Schräglinksbalken überdeckt.
Die Sonne steht für die sonnige Lage der Gemeinde, der blaue Balken symbolisiert den Wasserwaal und die Steilheit des Geländes.

## Persönlichkeiten
- Franz Anton von Zauner (1746–1822), Bildhauer
- Wendelin Eiterer (1819–1909), Abgeordneter zum Tiroler Landtag
- Andreas Huter (1838–1910), Bildschnitzer und Altarbauer